# Jing (médecine chinoise)
Le jing (en caractère chinois: 精, pinyin:jīng) désigne l'"essence", en particulier l'essence des reins. Le jīng (avec le qì et le shén), est l'un des trois trésors  (pinyin: sānbǎo, en caractère chinois: 三寶) de la médecine traditionnelle chinoise.

## Description
Selon la tradition, le jing réside principalement dans les reins et il constitue la matière physique la plus dense du corps (par opposition au qì et au shén, considérés comme plus volatils). On considère qu'il nourrit, entretien et refroidit le corps. Il porte l'héritage du corps (concept similaire à l'ADN) et comme conséquence de ce concept, il est aussi lié à la production de sperme chez l'homme et aux menstrues chez la femme.
On distingue deux jing :
- le jing inné: énergie prénatale et capital génétique ;
- le jing acquis: énergie durant la vie, liée au yin, et conséquence des évolutions du qì, avec lequel il interagit. Sa forme matérielle est l'essence séminale et tout ce qui est lié à la reproduction.

## Restauration et traitement
L'affaiblissement du jing et son rétablissement sont l'objet de traitements particuliers, en particulier grâce à des techniques tirées du qi gong.
Le jing étant aussi lié au vieillissement, le qigong est aussi utilisé pour rétablir les équilibres et lutter contre un vieillissement prématuré.
Le ginseng est considéré comme une plante permettant de redynamiser et de réparer le jing.